# Calibre 8
Le calibre 8 est un calibre de munition.
Malgré son ancienneté, Winchester produit toujours des cartouches pour ce calibre.
Le nombre 8 correspond au nombre de sphères, de même diamètre que l'âme du canon, que l'on peut faire avec une livre anglaise de plomb. Cette masse variait selon la région et parfois l'époque, mais était d'environ 453,6 grammes (voir à ce sujet les fusils de chasse à âme lisse). Chacune des 8 sphères aura un poids de 875 grains (56,70 g).